# Meleon raharizonina
Meleon raharizonina là một loài nhện trong họ Salticidae.
Loài này thuộc chi Meleon. Meleon raharizonina được Dmitri Viktorovich Logunov & Azarkina miêu tả năm 2008.